# Mestolobes perixantha
Mestolobes perixantha là một loài bướm đêm thuộc họ Crambidae. Nó là loài đặc hữu của Kauai.